# Přívalový déšť

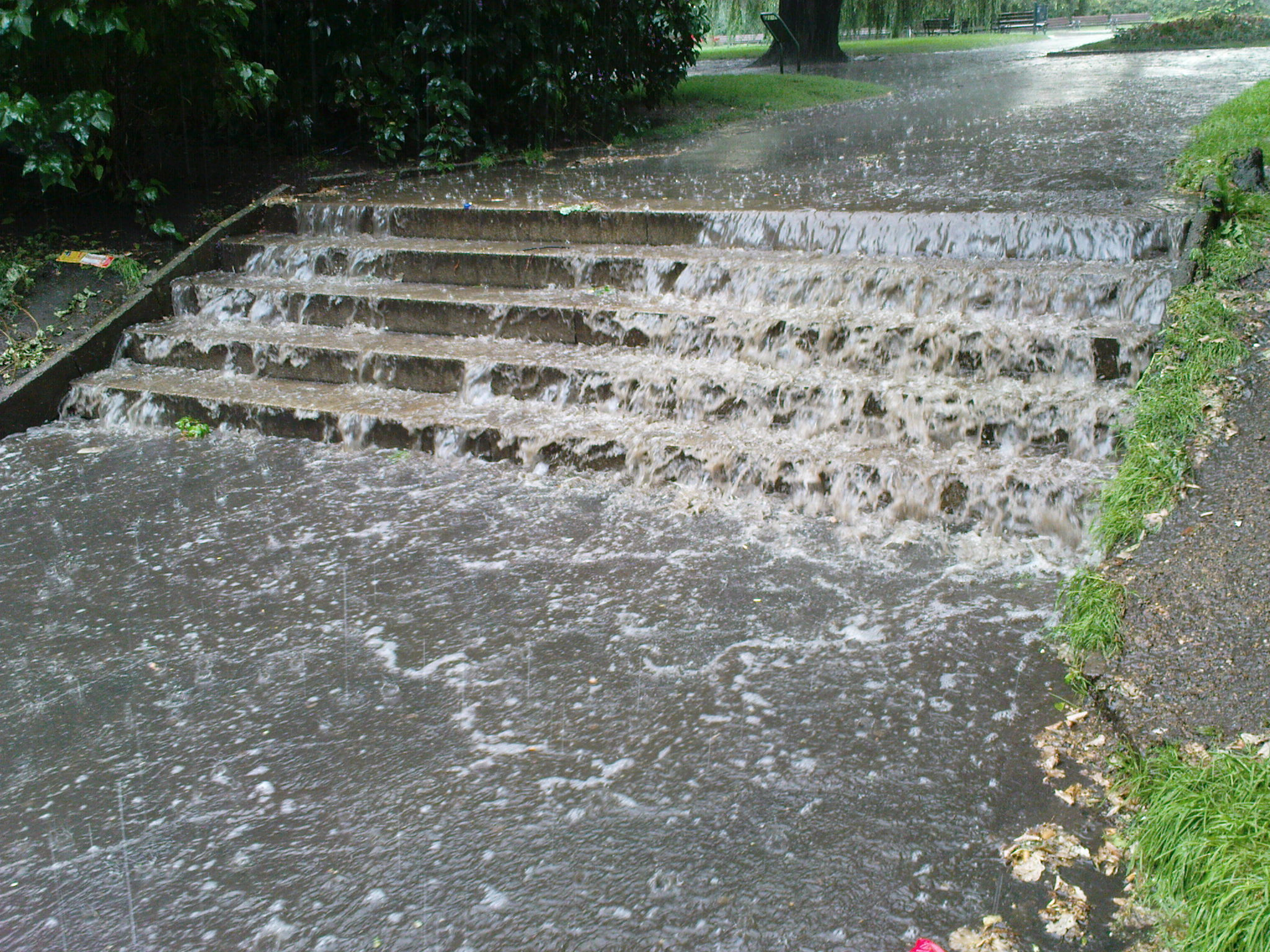
Přívalový déšť na Karlově náměstí v Praze (2009).

Přívalový déšť, též příval či lidově liják, je druh deště s obrovským množstvím srážek, které spadnou za krátkou dobu. V regionu České republiky obvykle trvá krátce. Jde o hlavní příčinu přívalové povodně. Dešťové kapky v něm bývají mnohem větší než u běžných kapek, někdy dochází i ke krupobití.
Přívalové deště v jarním a letním období bývají také velmi často spojeny s velkým poklesem atmosférického tlaku a teploty vzduchu (studená fronta), což jsou meteorologické jevy, které obvykle bývají doprovázeny i silným nárazovým větrem. Bouře a vítr pak v kombinaci s velkým množstvím vody pak může způsobit celou řadu komplikací například v dopravě. Blesky mohou vést i ke vzniku požárů, velmi často dochází k lokálním záplavám v níže položených místech nebo i v místech v intravilánu lidských sídel, kde kanalizace není schopna najednou odvést pryč velké množství vody. Velká masa vody pak odtéká i místy, kde se za normálních okolností nemůže objevit (viz obrázek). Průvodním jevem přívalových dešťů často bývají zatopené sklepy, podchody, podjezdy, jámy apod., dále také popadané stromy, utržené větve, stržené střechy, ucpaná kanalizace, poškozené části budov, poškozené venkovní rozvody elektrické energie atd.

## Přívalové deště v ČR (výběr)
- V úterý 3. června 2008 odpoledne přívalový déšť spláchl ornici a bahno z polí nad vsí Olešná.[2]
- V noci ze středy 20. června 2012 se přehnala bouřka s přívalovým deštěm nad Rokycanskem. Např. vsí Němčovice protekla voda a ornice, která se nevsákla na kukuřičném poli nad vsí.[3]
- V neděli 9. června 2013 v podvečer zaplavil přívalový déšť část pražské čtvrti Karlín.[4]